# Sigvard Bernadotte
Sigvard Bernadotte (Sigvard Oskar Fredrik; Drottningholm, 7 de junio de 1907 - Estocolmo, 4 de febrero de 2002) fue un diseñador y príncipe sueco, duque de Uppland y conde de Wisborg. Hijo del rey Gustavo VI Adolfo y tío del rey Carlos XVI Gustavo de Suecia, la reina Margarita II de Dinamarca y la reina Ana María de Grecia.

## Biografía

### Nacimiento
Nació el 7 de junio de 1907 en el palacio de Drottningholm siendo el segundo hijo del rey Gustavo VI Adolfo y la princesa Margarita de Connaught.

### Hermanos
- Gustavo Adolfo Oscar Federico Arturo Edmundo, duque de Västerbotten (1906-1947)
- Ingrid Victoria Sofia Luisa Margarita, reina consorte de Dinamarca (1910-2000)
- Bertil Gustavo Oscar Carlos Eugenio, duque de Halland (1912-1997)
- Carlos Juan Arturo, conde de Wisborg (1916-2012)

### Infancia
Creció en una parte del Palacio Real que su madre había ordenado remodelar. Como su madre era inglesa, el inglés fue la lengua madre del príncipe, junto con el sueco. Cuando Sigvard contaba con trece años, su madre falleció, y los niños quedaron bajo el cuidado de dos damas de la corte de la princesa. En 1923, su padre se volvió a casar, esta vez con Luisa Mountbatten, y la familia se mudó al Palacio de Ulriksdal. Los veranos los pasaban en el Palacio de Sofiero, cuyos jardines recibían un esmerado cuidado desde los años de vida de la princesa Margarita.

## Matrimonio y descendencia

#### Erica Maria Patzek
En 1934 contrajo matrimonio con la ciudadana alemana Erica Maria Patzek, caso que motivó la pérdida de su título de príncipe y de duque, así como su exclusión de la línea de sucesión al trono. En 1943 se divorció de Erica.

#### Sonja Robbert
En 1943 se casó con la danesa Sonja Robbert. En 1961 se divorció nuevamente.

##### Hijo
- Michael Bernadotte (1944-)

#### Gullan Marianne Lindberg
En 1961 se casa con  la actriz sueca Gullan Marianne Lindberg.

## Príncipe de Suecia
Sigvard luchó durante varios años por la devolución de sus títulos reales suecos, visitando incluso la Corte Europea de Derechos Humanos en 1983, sus protestas tuvieron eco, pero su sobrino el rey Carlos XVI Gustavo nunca le regresaría sus privilegios. Paradójicamente a su hermano príncipe Bertil le permitiría casarse con Lilian May Davies conservando el título de príncipe de Suecia  y el tratamiento de Alteza Real. A partir de 1983, comenzó por iniciativa propia a utilizar el título de príncipe  Bernadotte.

## Conde de Wisborg
El 2 de julio de 1951, la Gran Duquesa Carlota de Luxemburgo lo invistió como Conde de Wisborg, un título que la monarquía de Luxemburgo había creado para los miembros de la familia real sueca -emparentada con la familia real luxemburguesa- casados con personas no nobles.

## Diseñador
Fue uno de los diseñadores más famosos de su país, trabajando en publicidad para varias empresas. Diseñó desde lujosos objetos de plata hasta utensilios de uso diario. Estudió teatro en Múnich y fue asistente de director en Berlín; también trabajó en Hollywood y en el cine sueco.

## Muerte
Falleció en 2002. Sus restos fueron sepultados en el Palacio Parque de Haga, en Estocolmo, el mismo donde se hallan sus padres.

## Títulos y tratamientos
Esta tabla aún no está actualizada. Puedes contribuir aportando información sobre títulos y tratamientos de esta persona.

## Ancestros
|  |                                          |  |  |  |  |  |  |  |  |  |  |  |  |  |  |  |
|  | 16. Óscar I de Suecia                    |  |  |  |  |  |  |  |  |  |  |  |  |  |  |  |
|  |                                          |  |  |  |  |  |  |  |  |  |  |  |  |  |  |  |
|  |                                          |  |  |  |  |  |  |  |  |  |  |  |  |  |  |  |
|  | 8. Óscar II de Suecia                    |  |  |  |  |  |  |  |  |  |  |  |  |  |  |  |
|  |                                          |  |  |  |  |  |  |  |  |  |  |  |  |  |  |  |
|  |                                          |  |  |  |  |  |  |  |  |  |  |  |  |  |  |  |
|  | 17. Josefina de Leuchtenberg             |  |  |  |  |  |  |  |  |  |  |  |  |  |  |  |
|  |                                          |  |  |  |  |  |  |  |  |  |  |  |  |  |  |  |
|  |                                          |  |  |  |  |  |  |  |  |  |  |  |  |  |  |  |
|  | 4. Gustavo V de Suecia                   |  |  |  |  |  |  |  |  |  |  |  |  |  |  |  |
|  |                                          |  |  |  |  |  |  |  |  |  |  |  |  |  |  |  |
|  |                                          |  |  |  |  |  |  |  |  |  |  |  |  |  |  |  |
|  | 18. Guillermo de Nassau                  |  |  |  |  |  |  |  |  |  |  |  |  |  |  |  |
|  |                                          |  |  |  |  |  |  |  |  |  |  |  |  |  |  |  |
|  |                                          |  |  |  |  |  |  |  |  |  |  |  |  |  |  |  |
|  | 9. Sofía de Nassau                       |  |  |  |  |  |  |  |  |  |  |  |  |  |  |  |
|  |                                          |  |  |  |  |  |  |  |  |  |  |  |  |  |  |  |
|  |                                          |  |  |  |  |  |  |  |  |  |  |  |  |  |  |  |
|  | 19. Paulina de Württemberg               |  |  |  |  |  |  |  |  |  |  |  |  |  |  |  |
|  |                                          |  |  |  |  |  |  |  |  |  |  |  |  |  |  |  |
|  |                                          |  |  |  |  |  |  |  |  |  |  |  |  |  |  |  |
|  | 2. Gustavo VI Adolfo de Suecia           |  |  |  |  |  |  |  |  |  |  |  |  |  |  |  |
|  |                                          |  |  |  |  |  |  |  |  |  |  |  |  |  |  |  |
|  |                                          |  |  |  |  |  |  |  |  |  |  |  |  |  |  |  |
|  | 20. Leopoldo I de Baden                  |  |  |  |  |  |  |  |  |  |  |  |  |  |  |  |
|  |                                          |  |  |  |  |  |  |  |  |  |  |  |  |  |  |  |
|  |                                          |  |  |  |  |  |  |  |  |  |  |  |  |  |  |  |
|  | 10. Federico I de Baden                  |  |  |  |  |  |  |  |  |  |  |  |  |  |  |  |
|  |                                          |  |  |  |  |  |  |  |  |  |  |  |  |  |  |  |
|  |                                          |  |  |  |  |  |  |  |  |  |  |  |  |  |  |  |
|  | 21. Sofía Guillermina de Suecia          |  |  |  |  |  |  |  |  |  |  |  |  |  |  |  |
|  |                                          |  |  |  |  |  |  |  |  |  |  |  |  |  |  |  |
|  |                                          |  |  |  |  |  |  |  |  |  |  |  |  |  |  |  |
|  | 5. Victoria de Baden                     |  |  |  |  |  |  |  |  |  |  |  |  |  |  |  |
|  |                                          |  |  |  |  |  |  |  |  |  |  |  |  |  |  |  |
|  |                                          |  |  |  |  |  |  |  |  |  |  |  |  |  |  |  |
|  | 22. Guillermo I de Alemania              |  |  |  |  |  |  |  |  |  |  |  |  |  |  |  |
|  |                                          |  |  |  |  |  |  |  |  |  |  |  |  |  |  |  |
|  |                                          |  |  |  |  |  |  |  |  |  |  |  |  |  |  |  |
|  | 11. Luisa de Prusia                      |  |  |  |  |  |  |  |  |  |  |  |  |  |  |  |
|  |                                          |  |  |  |  |  |  |  |  |  |  |  |  |  |  |  |
|  |                                          |  |  |  |  |  |  |  |  |  |  |  |  |  |  |  |
|  | 23. Augusta de Sajonia-Weimar-Eisenach   |  |  |  |  |  |  |  |  |  |  |  |  |  |  |  |
|  |                                          |  |  |  |  |  |  |  |  |  |  |  |  |  |  |  |
|  |                                          |  |  |  |  |  |  |  |  |  |  |  |  |  |  |  |
|  | 1. Sigvard Bernadotte                    |  |  |  |  |  |  |  |  |  |  |  |  |  |  |  |
|  |                                          |  |  |  |  |  |  |  |  |  |  |  |  |  |  |  |
|  |                                          |  |  |  |  |  |  |  |  |  |  |  |  |  |  |  |
|  | 24. Ernesto I de Sajonia-Coburgo-Gotha   |  |  |  |  |  |  |  |  |  |  |  |  |  |  |  |
|  |                                          |  |  |  |  |  |  |  |  |  |  |  |  |  |  |  |
|  |                                          |  |  |  |  |  |  |  |  |  |  |  |  |  |  |  |
|  | 12. Alberto de Sajonia-Coburgo-Gotha     |  |  |  |  |  |  |  |  |  |  |  |  |  |  |  |
|  |                                          |  |  |  |  |  |  |  |  |  |  |  |  |  |  |  |
|  |                                          |  |  |  |  |  |  |  |  |  |  |  |  |  |  |  |
|  | 25. Luisa de Sajonia-Gotha-Altenburgo    |  |  |  |  |  |  |  |  |  |  |  |  |  |  |  |
|  |                                          |  |  |  |  |  |  |  |  |  |  |  |  |  |  |  |
|  |                                          |  |  |  |  |  |  |  |  |  |  |  |  |  |  |  |
|  | 6. Arturo de Sajonia-Coburgo-Gotha       |  |  |  |  |  |  |  |  |  |  |  |  |  |  |  |
|  |                                          |  |  |  |  |  |  |  |  |  |  |  |  |  |  |  |
|  |                                          |  |  |  |  |  |  |  |  |  |  |  |  |  |  |  |
|  | 26. Eduardo de Kent                      |  |  |  |  |  |  |  |  |  |  |  |  |  |  |  |
|  |                                          |  |  |  |  |  |  |  |  |  |  |  |  |  |  |  |
|  |                                          |  |  |  |  |  |  |  |  |  |  |  |  |  |  |  |
|  | 13. Victoria del Reino Unido             |  |  |  |  |  |  |  |  |  |  |  |  |  |  |  |
|  |                                          |  |  |  |  |  |  |  |  |  |  |  |  |  |  |  |
|  |                                          |  |  |  |  |  |  |  |  |  |  |  |  |  |  |  |
|  | 27. Victoria de Sajonia-Coburgo-Saalfeld |  |  |  |  |  |  |  |  |  |  |  |  |  |  |  |
|  |                                          |  |  |  |  |  |  |  |  |  |  |  |  |  |  |  |
|  |                                          |  |  |  |  |  |  |  |  |  |  |  |  |  |  |  |
|  | 3. Margarita de Connaught                |  |  |  |  |  |  |  |  |  |  |  |  |  |  |  |
|  |                                          |  |  |  |  |  |  |  |  |  |  |  |  |  |  |  |
|  |                                          |  |  |  |  |  |  |  |  |  |  |  |  |  |  |  |
|  | 28. Carlos de Prusia                     |  |  |  |  |  |  |  |  |  |  |  |  |  |  |  |
|  |                                          |  |  |  |  |  |  |  |  |  |  |  |  |  |  |  |
|  |                                          |  |  |  |  |  |  |  |  |  |  |  |  |  |  |  |
|  | 14. Federico Carlos de Prusia            |  |  |  |  |  |  |  |  |  |  |  |  |  |  |  |
|  |                                          |  |  |  |  |  |  |  |  |  |  |  |  |  |  |  |
|  |                                          |  |  |  |  |  |  |  |  |  |  |  |  |  |  |  |
|  | 29. María de Sajonia-Weimar-Eisenach     |  |  |  |  |  |  |  |  |  |  |  |  |  |  |  |
|  |                                          |  |  |  |  |  |  |  |  |  |  |  |  |  |  |  |
|  |                                          |  |  |  |  |  |  |  |  |  |  |  |  |  |  |  |
|  | 7. Luisa Margarita de Prusia             |  |  |  |  |  |  |  |  |  |  |  |  |  |  |  |
|  |                                          |  |  |  |  |  |  |  |  |  |  |  |  |  |  |  |
|  |                                          |  |  |  |  |  |  |  |  |  |  |  |  |  |  |  |
|  | 30. Leopoldo IV de Anhalt-Dessau         |  |  |  |  |  |  |  |  |  |  |  |  |  |  |  |
|  |                                          |  |  |  |  |  |  |  |  |  |  |  |  |  |  |  |
|  |                                          |  |  |  |  |  |  |  |  |  |  |  |  |  |  |  |
|  | 15. María Ana de Anhalt-Dessau           |  |  |  |  |  |  |  |  |  |  |  |  |  |  |  |
|  |                                          |  |  |  |  |  |  |  |  |  |  |  |  |  |  |  |
|  |                                          |  |  |  |  |  |  |  |  |  |  |  |  |  |  |  |
|  | 31. Federica Guillermina de Prusia       |  |  |  |  |  |  |  |  |  |  |  |  |  |  |  |
|  |                                          |  |  |  |  |  |  |  |  |  |  |  |  |  |  |  |
|  |                                          |  |  |  |  |  |  |  |  |  |  |  |  |  |  |  |